# نلسون ادی
نلسون ادی (انگلیسی: Nelson Eddy; ۲۹ ژوئن ۱۹۰۱ – ۶ مارس ۱۹۶۷) خواننده و هنرپیشه اهل آمریکا بود که در طول دهه‌های ۱۹۳۰ و ۱۹۴۰ علاوه بر خوانندگی اپرا و اجرا در رادیو و تلویزیون و کلوب‌های شبانه، در ۱۹ فیلم موزیکال بازی کرد.

## فیلم‌شناسی
از فیلم‌های او می‌توان به شبح اپرا اشاره نمود.